# Slag bij Alto Hospicio

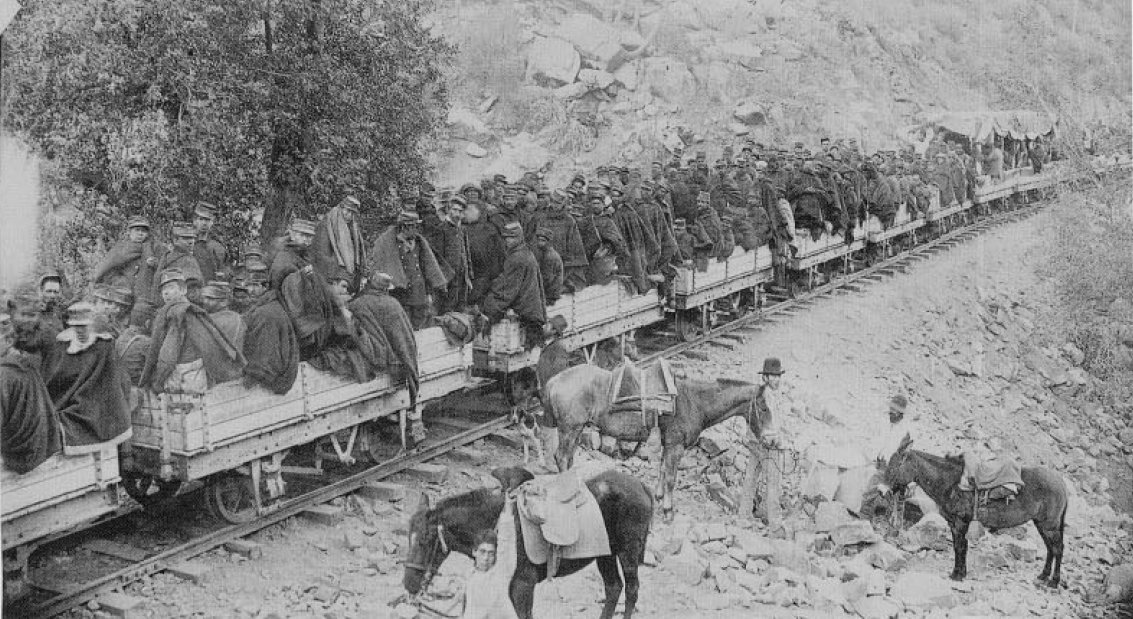
Het transport van de regeringstroepen naar Alto Hospicio

De Slag bij Alto Hospicio vond op 23 januari 1891 plaats tijdens de Chileense Burgeroorlog.
De eerste poging van majoor Marco Anacleto Valenzuela om de havenstad Pisagua, het belangrijkste steunpunt in het noorden van het land, in te nemen mislukte omdat het rebellenleger onder kolonel Estanislao del Canto de troepen van Valenzuela in de buurt van Zapiga op 21 januari versloeg. Majoor Valenzuela trok zich daarop terug in Negreiros waar zij de trein namen naar de havenstad Alto Hospicio, ten zuiden van Pisagua om daar het rebellenleger aan te vallen. Valenzuela had de beschikking over 400 man tegenover de 250 van Del Canto. Daar kwam nog bij dat de manschappen van de laatste over weinig vuurwapens beschikten. Zij beschikten echter over ondersteuning van de artillerie van het korvet Magallanes en het transportschip Cachapoal.
Na een uur vechten veinsden de regeringstroepen een overgave aan de rebellen in de hoop zo de stad Pisagua te kunnen innemen. Del Canto ging met een groep soldaten op de regeringstroepen af om hen te ontwapenen, maar bij aankomst werden zij plots omsingeld door de regeringsgezinde cavalerie die het vuur opende. Hierbij werden 32 soldaten en 8 officieren van het Congres-leger gevangengenomen. Del Canto wist echter te ontkomen en trok zich in Pisagua terug.
De situatie voor de rebellen was echter hopeloos omdat er een groot regeringsleger in aantocht was. Op 27 januari 1891 verliet het rebellenleger Pisagua met het transportschip Cachapoal. Kort daarop werd de stad ingenomen door het regeringsleger, dat echter op 6 februari definitief werd verslagen door de rebellen.

## Bron
- Kunz, Hugo: Der Bürgerkrieg in Chile : mit Porträts, Karten und Plänen. F. A. Brockhaus, Leipzig 1892, p. 40

Zapiga · Alto Hospicio · Punitaqui · Pisagua · Dolores · Huara · Aduana Iquique · Itata-incident · Pozo Almonte · Valparaíso · Caldera · Vallenar · Slachting bij Lo Cañas · Concón · Viña del Mar · Placilla · Baltimorecrisis